# Атлін (вулканічне поле)
Вулканічне поле Атлін, яке також називають вулканічне поле Льянгорсе і вулканічним полем Сюрприз-Лейк — група шлакових конусів пізнього плейстоцену до голоцену, яка лежить на плато Теслін на схід від озера Атлін, Канада. Найбільшою вулканічною структурою є гора Рубі заввишки 1880 м, яка була частково розсічена плейстоценом і пост-Вісконсінським зледенінням. Два базальтових шлакових конуса у витоках Крекер-Крік і Вулканік-Крік лежать у розсічених льодовиком U-подібних долинах і можуть бути післяльодовикового віку.

## 8 листопада 1898 р., виверження
Газета Юкона повідомила в 1898 році, що виверження відбувалося поблизу Атліна близько 80 км на південь від озера Гледіс. Повідомлялося, що шахтарі, які працювали в цьому районі, могли робити в темні ночі через світло від виверження. У статті також повідомлялося, що група людей спускалася з Юкону, щоб дослідити виверження, але жодних інших повідомлень, очевидно, не надходило. Кілька недавніх досліджень, у тому числі підсумок Edwards et al. (2003), опублікованому Геологічною службою Канади, визначили, що гора Рубі точно не була місцем історичного виверження, а також конуси Крекер-Крік чи Вулканік-Крік.
Одне з можливих пояснень цієї історії полягає в тому, що старателі знайшли золотоносний гравій під стародавнім потоком лави біля підніжжя гори Рубі та активно копали тунелі під старим потоком лави, щоб видобути гравій. Як випливає з назви, гора Рубі має рубіновий колір через тефру, яка покриває більшу частину її вершини, і літнє сонце, яке світить на рубіново-червоних схилах вулкана, могло спричинити чутки. Немає доказів виверження в цьому регіоні, і повідомлення про 19-е століття вважається невизначеним. 

## Вулкани
Вулкани в межах поля включають:
- Вулканічний конус Крік
- Конус Крекер-Крік
- Гора Рубі
- Гора Ллангорс

## Дивіться також
- Північна Кордильєрська вулканічна провінція
- Список вулканів Канади
- Вулканізм Канади
- Вулканізм Західної Канади
- Вулканічна історія Північної Кордильєрської вулканічної провінції